# 偰長寿
偰 長寿（せつ ちょうじゅ、至正元年（1341年） - 建文元年10月19日（1399年11月5日））は、ウイグル族出身の高麗の文官。慶州偰氏の始祖偰文質の孫である偰遜の長男。高麗の恭愍王11年に文科に及第、判三司事を務めた。1387年、元朝の混乱期に高麗へ逃亡した漢人の送還について協議するため、高麗から明へ派遣された。偰長寿は先祖が中国からの帰化人であったため、高麗は偰長寿を外交的に利用した。弟の偰慶寿も、恭愍王の時代に文科に及第した。同じく弟の偰眉寿は、恭愍王の時代に文科に及第、李氏朝鮮時代に礼曹判書まで登りつめた。甥（偰慶寿の子）の偰循は、朝鮮の太宗の時代に文科に及第し、世宗の時代に集賢殿副提学を務めた。

## 家族
- 曾祖父：偰文質
- 祖父：偰哲篤
- 父：偰遜
- 弟：偰延寿
- 弟：偰福寿
- 弟：偰慶寿
- 弟：偰眉寿
- 甥：偰循